# Puchar Polski (okręg Malbork) w piłce nożnej mężczyzn (2024/2025)

W sezonie 2023/2024 Puchar Polski na szczeblu okręgowym w okręgu Malbork składał się z 5 rund, w których wzięły udział zespoły z okręgu malborskiego.  Rozgrywki miały na celu wyłonienie zdobywcy Okręgowego Pucharu Polski w okręgu Malbork i uczestnictwo w rozgrywkach szczebla regionalnego województwa pomorskiego w sezonie 2024/2025.

## Zwycięzcy
Zwycięzcami pucharu zostały drużyny:
- Grom Nowy Staw
- Pomezania Malbork

## I runda
| Gospodarz       | Wynik        | Gość              |
| --------------- | ------------ | ----------------- |
| Skra Kończewice | 1-6          | Oldboys Kwidzyn   |
| Bałtyk Sztutowo | 1-1 (k. 5-4) | Grom II Nowy Staw |

## II runda
| Gospodarz                    | Wynik | Gość                     |
| ---------------------------- | ----- | ------------------------ |
| Rodło Trzciano               | 2-3   | GDKiS Ostaszewo          |
| Bałtyk Sztutowo              | 1-2   | Oldboys Kwidzyn          |
| Amatorka Mikołajki Pomorskie | 2-6   | Relax Ryjewo             |
| Spójnia Sadlinki             | 3-2   | Olimpia Sztum            |
| Delta Miłoradz               | 5-2   | Powiśle Pawlice Rakowiec |

## III runda
| Gospodarz                | Wynik | Gość              |
| ------------------------ | ----- | ----------------- |
| Żuławy Nowy Dwór Gdański | 7-0   | Pogoń Prabuty     |
| Oldboys Kwidzyn          | 3-1   | Rodło Kwidzyn     |
| Relax Ryjewo             | 7-5   | GDKiS Ostaszewo   |
| Spójnia Sadlinki         | 1-2   | Delta Miłoradz    |
| Błękitni Stare Pole      | 2-4   | Powiśle Dzierzgoń |

## IV runda
| Gospodarz                | Wynik | Gość              |
| ------------------------ | ----- | ----------------- |
| Żuławy Nowy Dwór Gdański | 0-2   | Supra Kwidzyn     |
| Powiśle Dzierzgoń        | 1-4   | Grom Nowy Staw    |
| Delta Miłoradz           | 2-7   | Pomezania Malbork |
| Oldboys Kwidzyn          | 1-3   | Relax Ryjewo      |

## V runda
| Gospodarz     | Wynik | Gość              |
| ------------- | ----- | ----------------- |
| Supra Kwidzyn | 2-4   | Grom Nowy Staw    |
| Relax Ryjewo  | 0-2   | Pomezania Malbork |